# 2-Cloro-1,1,1-trifluoroetà
El compost químic 2-cloro-1,1,1-trifluoroetà, conegut comercialment com a Freó 133a o Genetró 133a, productes de fluid refrigerant, és un haloalcà que pertany a la categoria d'hidroclorofluorocarburs, amb la fórmula química: F3C-CH2-Cl. En condicions estàndard, apareix com un gas incolor i inodor, parcialment soluble en aigua. S'utilitza com a refrigerant, com a dissolvent i com a reactiu en síntesi orgànica. No es troba a la natura i es pot sintetitzar mitjançant la reacció de tricloroetilè i fluorur d'hidrogen.

## Història
L'any 2005 va ser el primer any en què es té registre de l’ús d’aquest compost. En aquest any es va voler experimentar l’efecte per inhalació del material en algunes rates mascles, això exposant-les al 2-cloro-1,1,1-trifluoroetà a l’1% durant dues hores. Més tard, es van recollir mostres d’orina per 24 hores per a ser analitzades.
Anys més tard es va iniciar el seu ús com a gas refrigerant en els aires condicionats domèstics.

## Propietats
Aquest és, en condicions estàndard, un gas incolor que no emet cap olor característica. Té una fórmula empírica de C2H2ClF3 (fórmula semidesenvolupada: H2ClC-CF3) amb una massa molecular de 118,5 g/mol.
Altres característiques són el seu punt d’ebullició (entre 7 i 8 °C), punt de fusió (-105,3 °C), densitat relativa (1,4 g/cm3) comparada amb l’aigua que té una densitat relativa d’1 g/cm3.
També té una solubilitat en aigua a 25 °C de 0,89 g/100 ml, una pressió de vapor a 20 °C de 180 kPa, una densitat relativa de vapor (aire=1) de 4,1 i un punt d’inflamació als -30,2 °C (amb un interval de ±10,4 °C).

## Preparació
El 2-color-1,1,1-trifluoroetà es pot preparar mitjançant la reacció de tricloroetilè (hidrocarbur alquè líquid clorat, incolor, d'olor i gust dolç i no inflamable) i fluorur d'hidrogen (compost químic format per hidrogen i fluor, HF).

## Usos
S'empra com a agent inflador, intermediari químic i com a fluid refrigerant (ús més comú).

## Toxicitat

Gas a pressió

Encara que quan el 2-cloro-1,1,1-trifluoroetà s'encalenteix fins a la seva descomposició emet fums tòxics (fluorurs), no es té dades sobre si tenen efectes negatius sobre els humans. Únicament s'ha demostrat una evidència limitada sobre la seva carcinogenicitat en animals (rates). Al contacte amb la pell desprotegida, però, pot provocar la congelació de l’epidermis. També pot provocar asfíxies per desplaçament de l’aire. A més que si s'exposa el recipient al foc o la calor hi ha perill de provocar una ruptura violenta i que es dispari.